# Fältsyrsa
Fältsyrsa (Gryllus campestris) är en insektsart som beskrevs av Carl von Linné 1758. Fältsyrsa ingår i släktet Gryllus och familjen syrsor. Arten förekommer i östra Skåne, men i övriga Sverige reproducerar den sig inte.
Arten når en längd av 18 till 26 mm. Kroppen är främst svart, tjock och avrundad. Vid de främre vingarna förekommer nära kroppen mer eller mindre tydliga ljusa mönster. Nätet av linjer på vingarna är hos hannar inte lika tät jämförd med honornas nät. Fältsyrsan har korta bakre vingar. Ofta syns äggläggningsröret vid honornas stjärt vad som kan användas för att skilja mellan könen.
Mellan maj och juli syns syrsans imago i naturen. Den föredrar ganska torra gräsmarker, sanddyner och landskap med hed. Hannarnas sång hörs under våren före parningen. Äldre larver skapar tunnlar i jorden som kan ligga 30 cm under markytan.
Fältsyrsan förekommer i Väst-, Central- och Sydosteuropa. Den saknas i Island, Skandinavien (inklusive Finland, förutom enstaka besök) och nordvästra Ryssland. För Irland och några andra regioner saknas bekräftelse. Den fasta populationen på Bornholm försvann efter 1957. Efter 2017 har fältsyrsan reproducerat sig kraftigt i Ravlunda.

## Bildgalleri

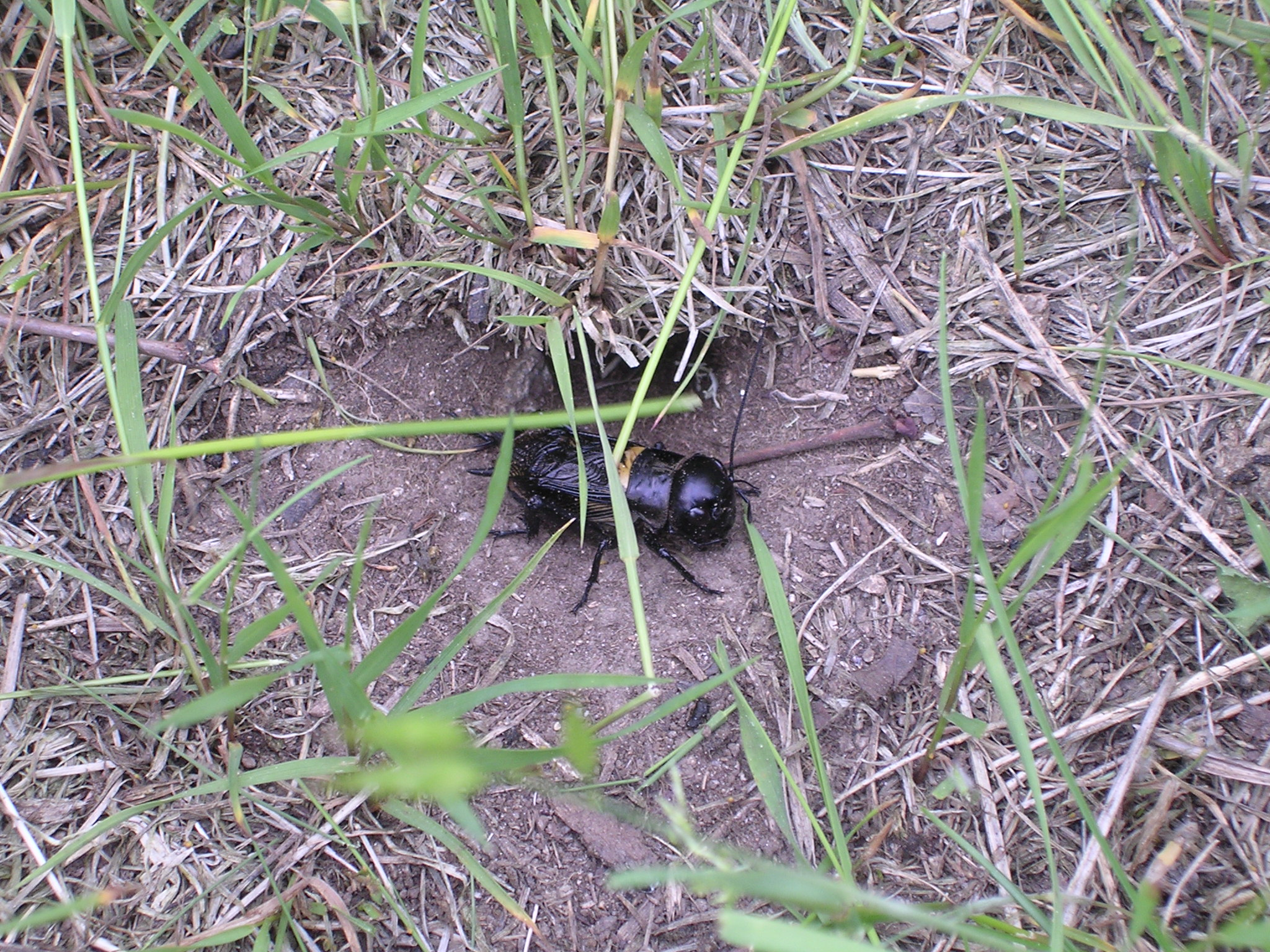
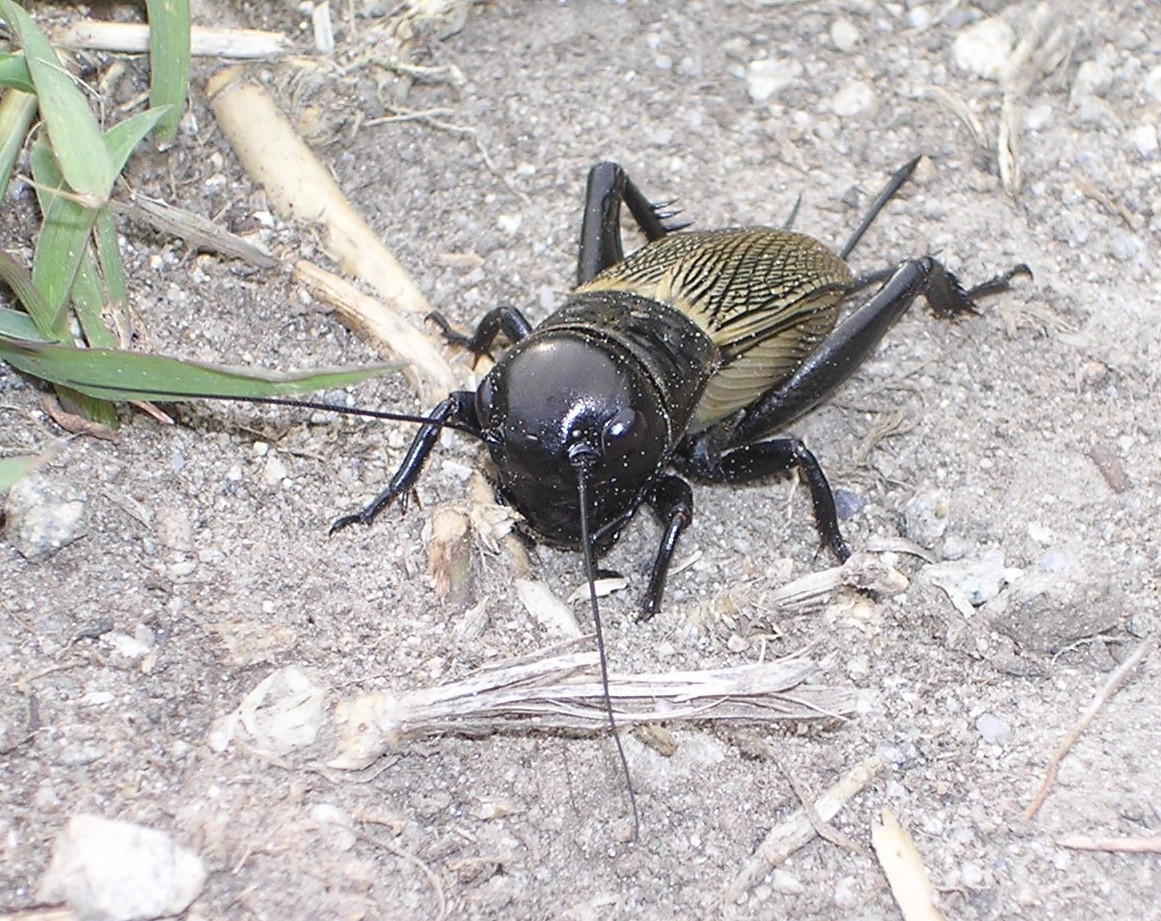
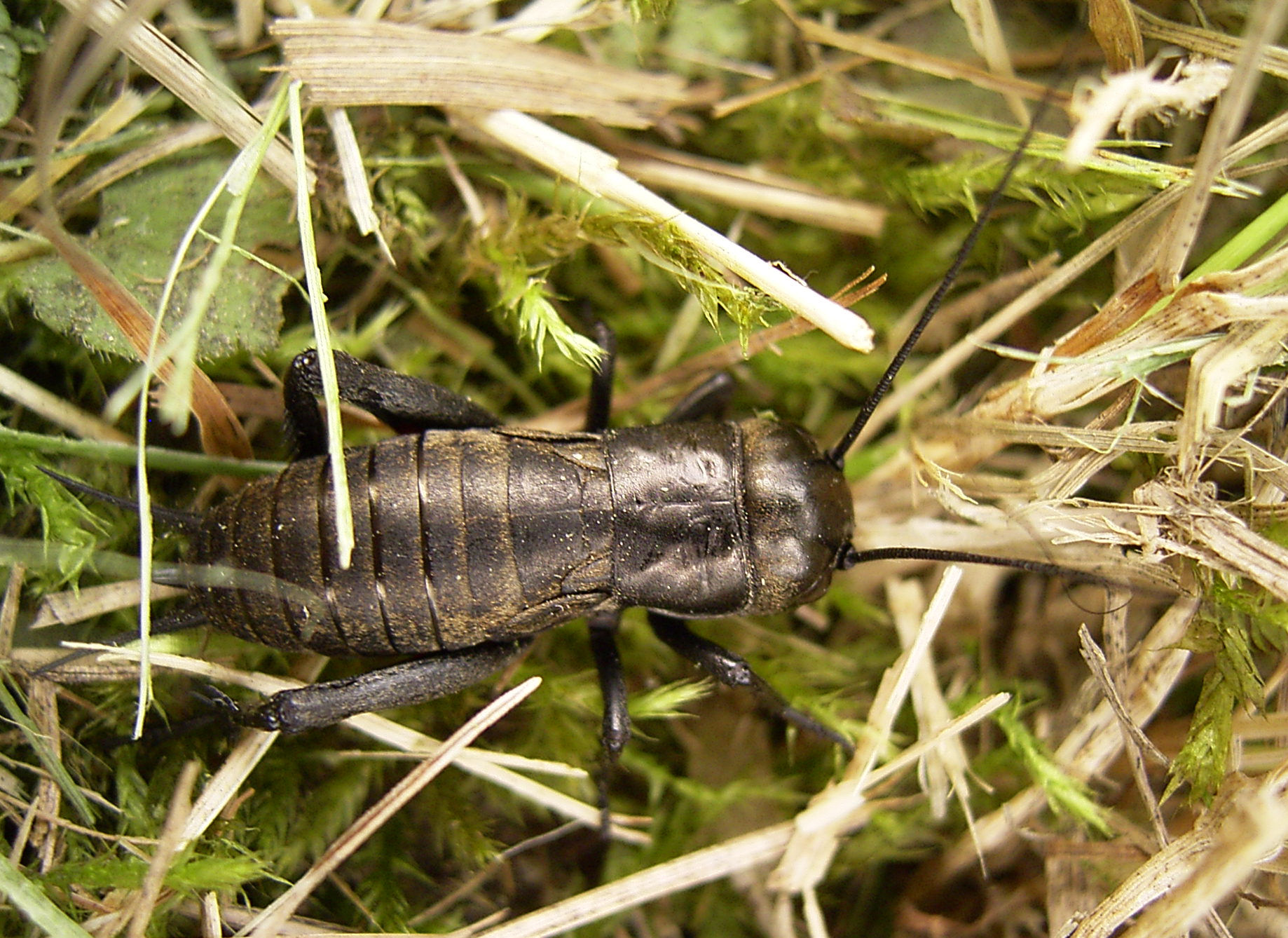
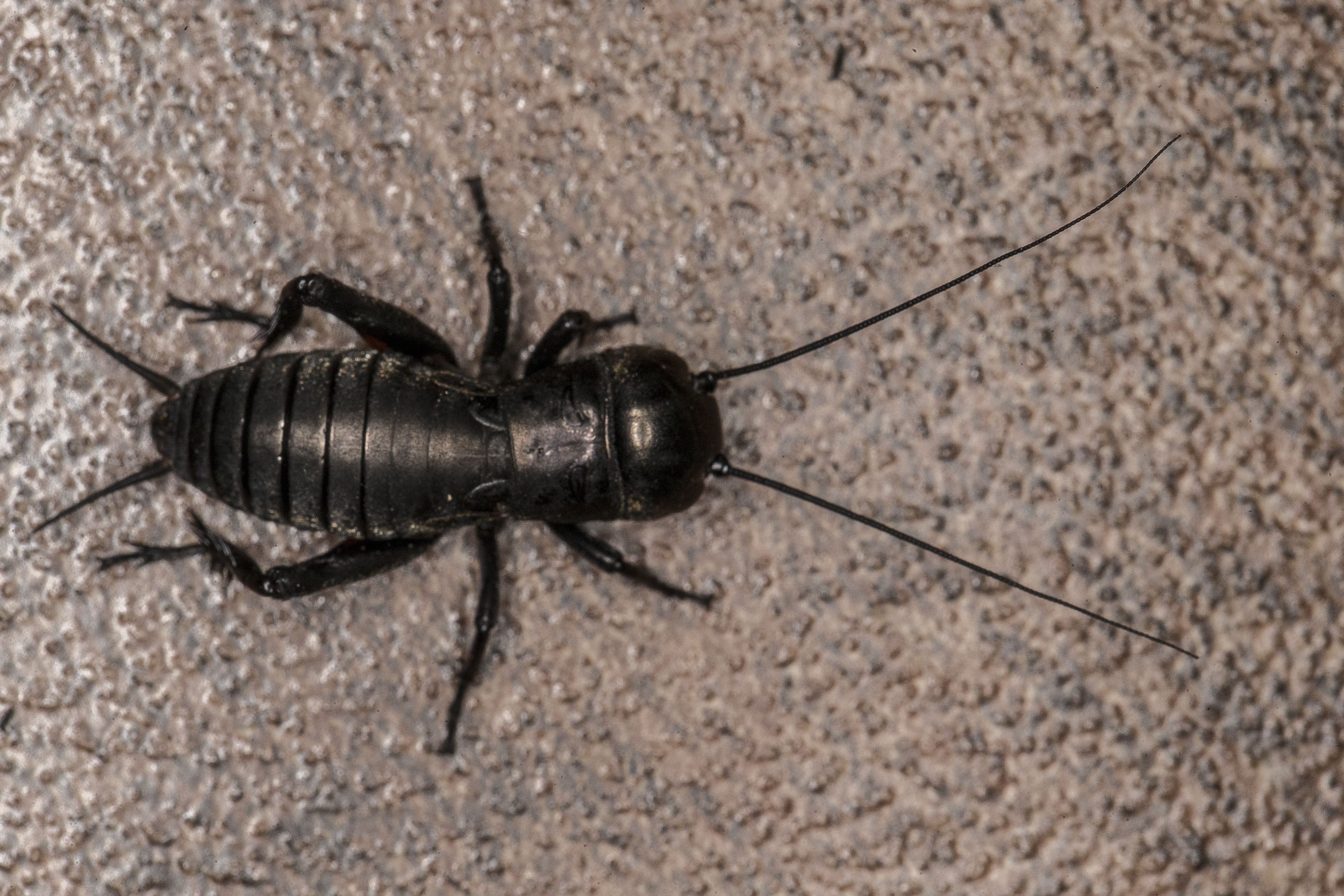
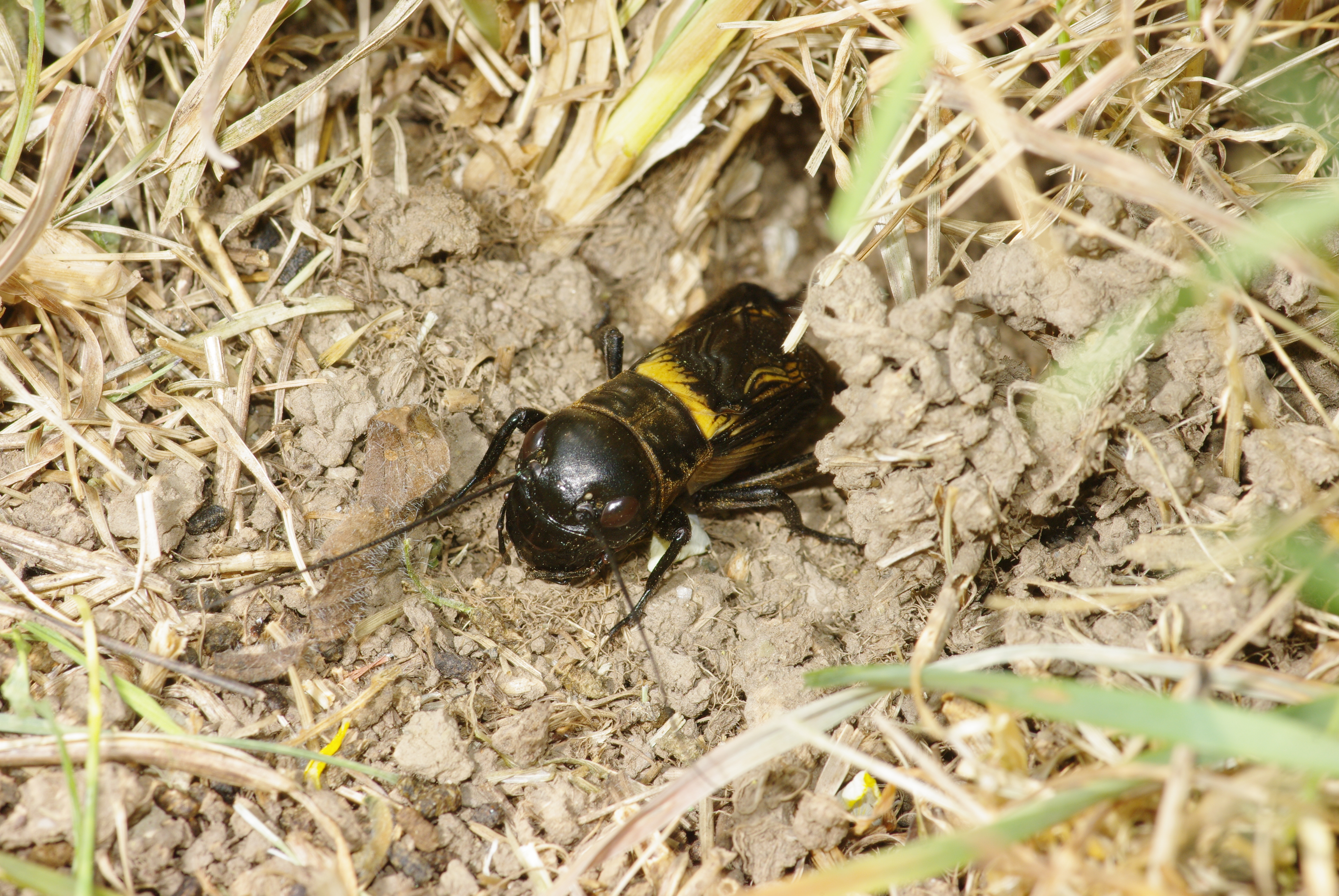